# ورم غضروفي شحمي عظمي
الورم الغضروفي الشحمي العظمي أو الغضروم الشحمي العظمي (بالإنجليزية: Osteolipochondroma)‏ هوَ ورم غضروفي يَحتوي على نسيج دهني وَعظمي.